# Protestantse kerk van Großwinternheim
De Protestantse kerk van Großwinternheim, een Stadtteil van Ingelheim am Rhein in het Landkreis Mainz-Bingen (Rijnland-Palts), is een neoromaans kerkgebouw. De monumentale zaalkerk werd in de stijl van de romaanse architectuur van het Midden-Rijngebied gebouwd en staat ook bekend onder de naam Selztaldom.

## Locatie
De kerk werd aan de rand van het dorp boven het dal van de Selz gebouwd en is zo beeldbepalend, dat het de bijnaam de Dom van het Selzdal kreeg. Tot op het oostelijke deel na omringt tegenwoordig de dorpsbebouwing de kerk.

## Geschiedenis

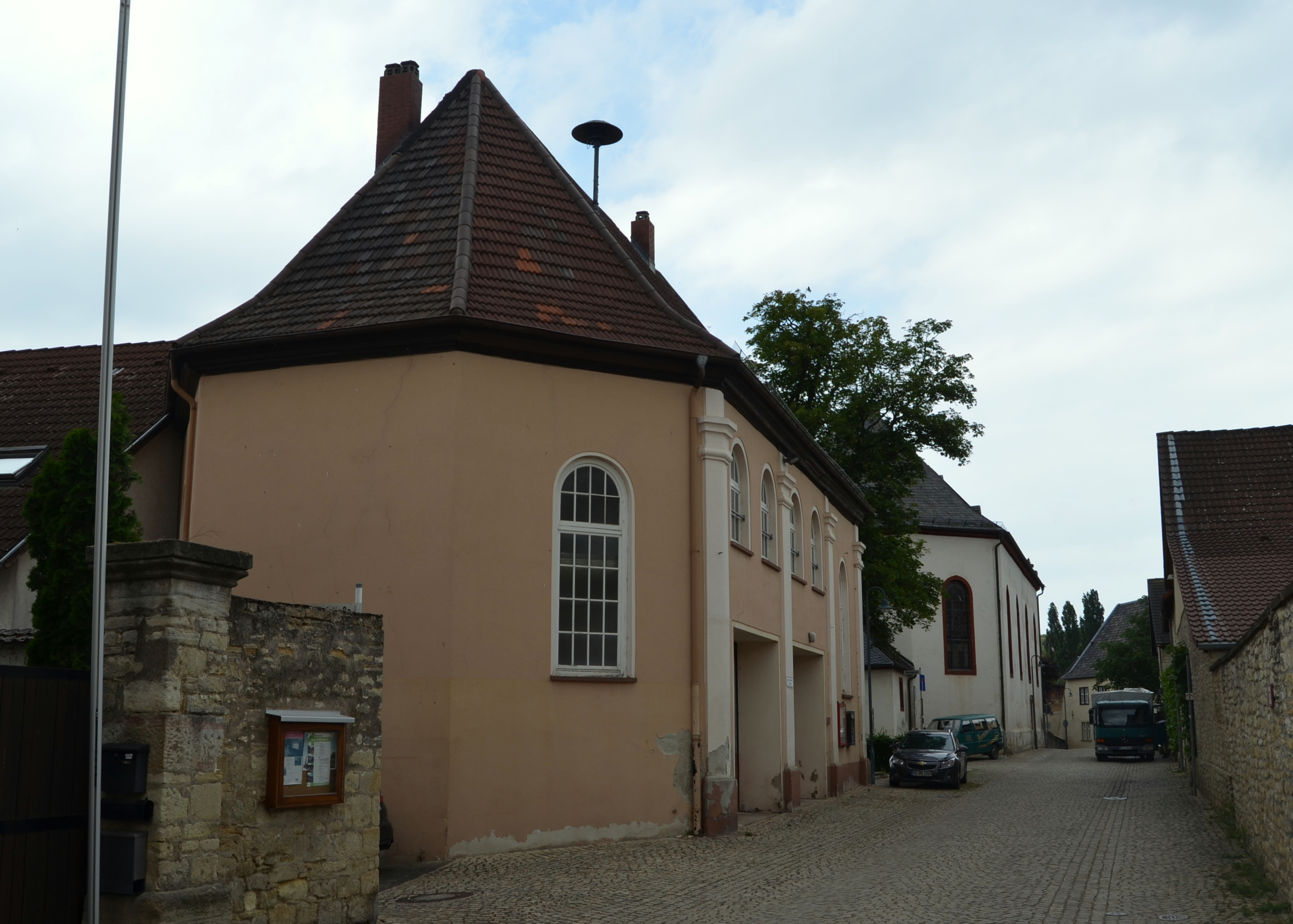
De voormalige hervormde kerk van Großwinternheim

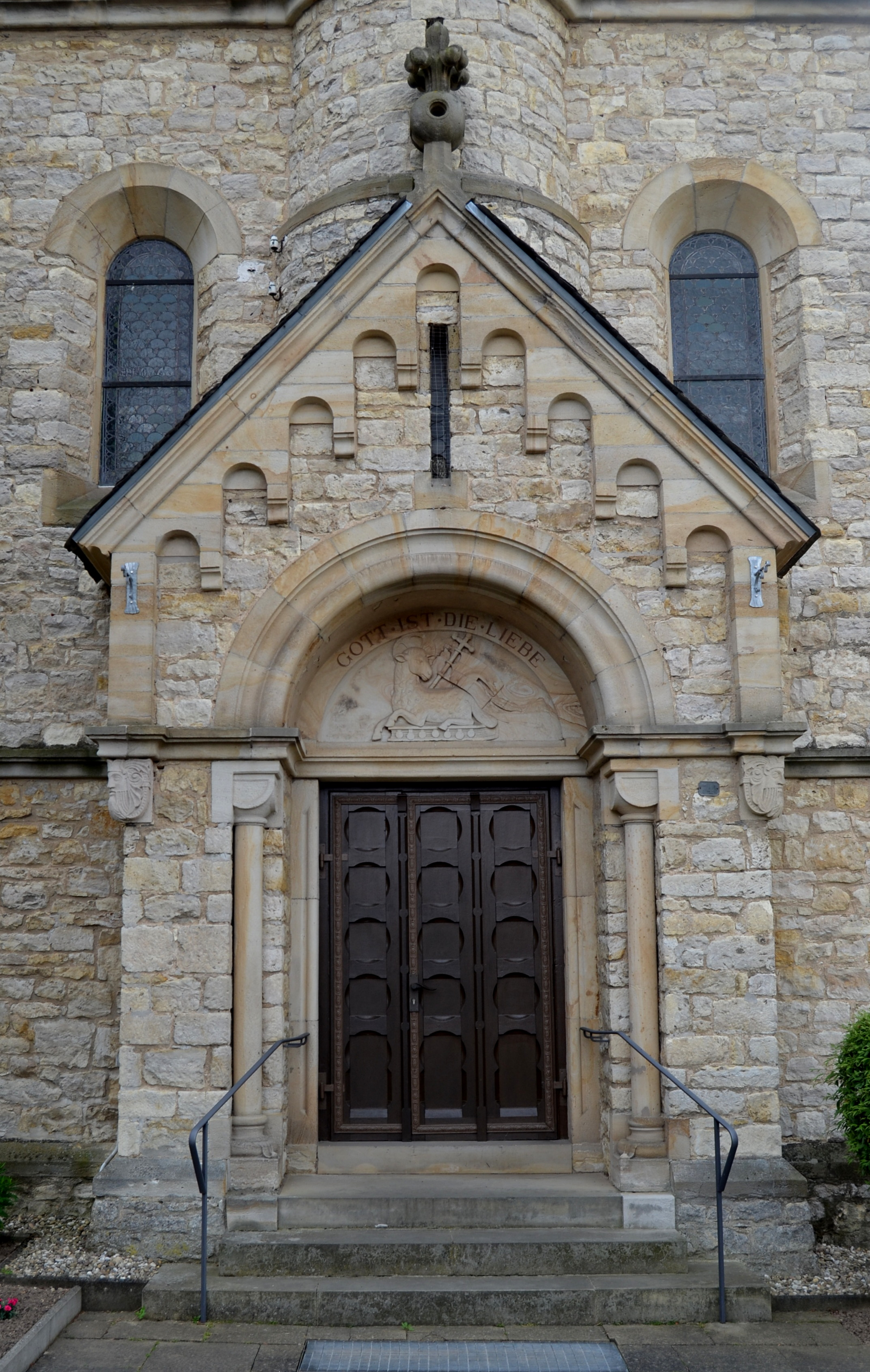
Portaal

De bouw van de kerk vond vanaf 1888 naar een ontwerp van Heinrich von Schmidt uit München op het ook nu nog bestaande kerkhof plaats. De bouwtijd duurde twee jaar. Het nieuwe gebouw verving de oude hervormde kerk in het dorpscentrum, dat tegenwoordig dienstdoet als brandweerkazerne.

## Architectuur

#### Exterieur
Het kerkgebouw kent een zuidelijke oriëntatie en heeft een kort kerkschip, een transept en een ingesnoerde apsis. De vieringtoren heeft biforia als galmgaten en wordt versierd met lisenen en een boogfries. Boven de noordelijke gevel is een ronde traptoren gebouwd. Het dak wordt met leien afgedekt.

#### Interieur
In de kerk wordt de viering overspannen met een pendentiefkoepel, het kerkschip heeft de balkenplafond en het dwarsschip bezit een tongewelf. De jugendstil-orgelkas stamt nog van de gebroeders Link uit Giengen. De beschilderingen werden door Valentin Volk uit Mainz uitgevoerd en in 1969 gerestaureerd. Noemenswaardig zijn de aan de bogen van de viering aangebrachte fresco's van de dierenriemtekens en de rankendecoraties. In de koepel bevinden zich fresco's van Christus tijdens het avondmaal, Abraham, David, Mozes en een profeet. Bewaard bleven ook de oorspronkelijke ramen in de apsis van de firma H. Beiler uit Heilbronn. Voorgesteld worden een zegenende Christus met link en rechts de voorstellingen van Johannes de Doper en Mozes. De rondboogramen in het dwarsschip tonen de evangelisten aan de ene kant en bekende hervormers aan de andere kant.